# Joaquim Danés i Torras

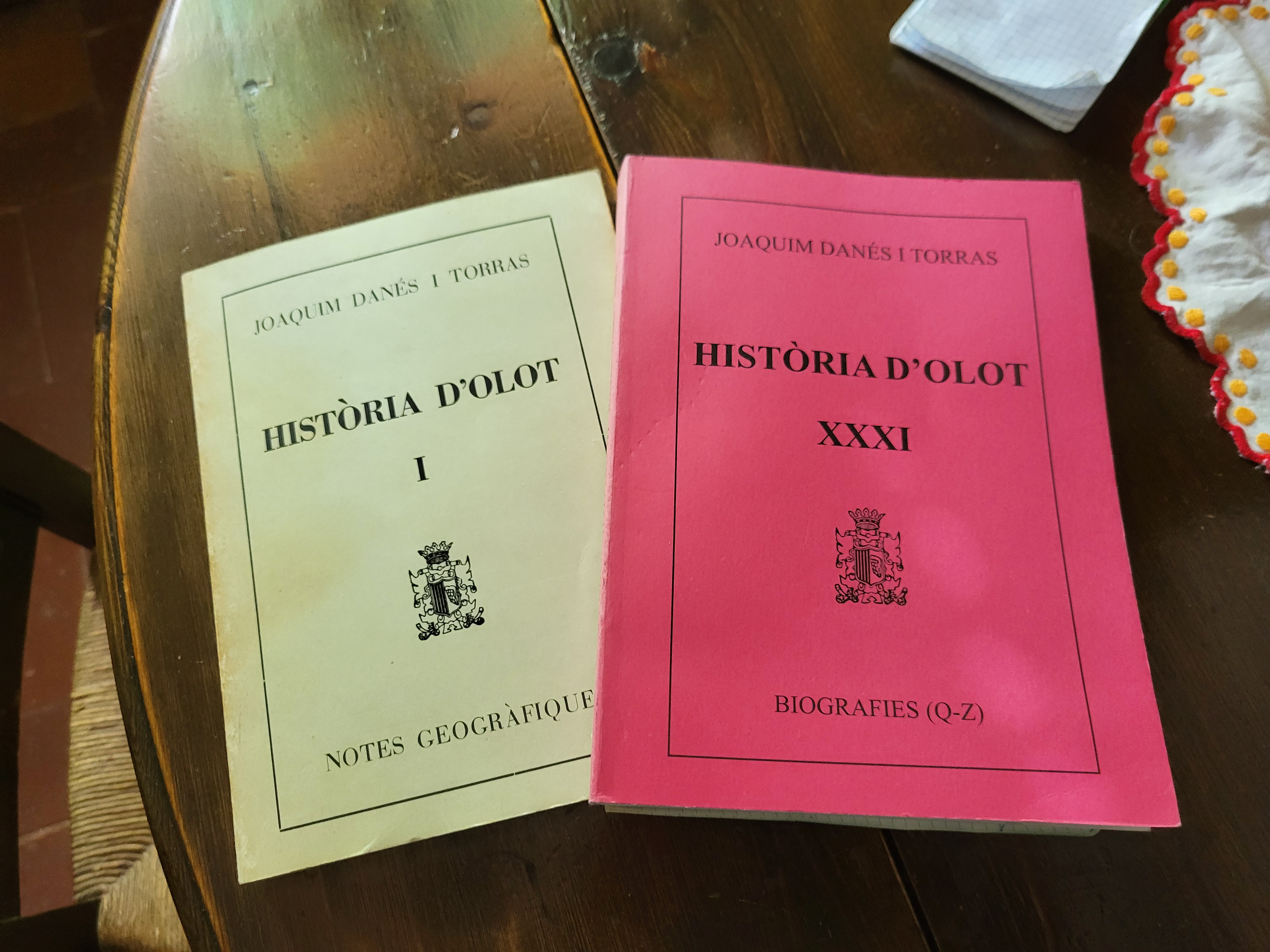
Erster (1977) und letzter (2001) Band der im Verlag Aubert unter Domènec Moli herausgegebenen Història d'Olot von Joaquim Danés

Joaquim Danés i Torras (* 8. Juni 1888 in Olot; † 11. Februar 1960 ebenda) war ein katalanischer Arzt und Landeshistoriker, der intensiv die Geschichte seiner Heimatstadt Olot untersucht und dargestellt hat. 

## Werdegang und Lebensleistung
Danés nahm im Jahr 1904 als Mitglied einer alteingesessenen Ärztefamilie aus der Garrotxa das Studium der Medizin an der Universität Barcelona auf. Hier studierte er bei Professoren wie Bartomeu Robert, Jaume Pi Sunyer und Miquel Àngel Fargas, die für eine Erneuerung der katalanischen Medizin standen. 1910 wurde er graduiert. 1912 promovierte er mit der Arbeit Cirugía de la tuberculosis pulmonar. (Chirurgischen Behandlungsmöglichkeiten der Lungentuberkulose) an der Universität Madrid.
1914 ließ er sich in Olot als unabhängiger Arzt nieder. Ein Jahr zuvor war er Mitbegründer der Vereinigung Ärzte des Verwaltungsbezirks Olot, einer Vereinigung, die teilweise gewerkschaftliche und teilweise wissenschaftliche Zielsetzungen vertrat. Ihr Ziel bestand vor allem in der Verbesserung wissenschaftlicher Arbeitsmöglichkeiten im Kreis Olot (katalanisch: comarca). Seit 1914 arbeitete Danés parallel zu seiner Tätigkeit als Mediziner in der Heimatforschung von Olot und der Garrotxa. Dieses Interesse an der Geschichtsforschung ergab sich bei ihm bruchlos aus seinem großen Interesse an der Geschichte der Medizin heraus. 1924 wurde er Mitglied des Verbundes der Museen und Bibliotheken von Olot (La junta del Museu-Biblioteca d’Olot), dessen Leiter er später wurde. Zudem leitete er später auch das Stadtarchiv von Olot. 
Seinem Forscherinteresse an der Tuberkulose weiter nachgehend entwickelte er zu Therapiezwecken einen artifiziellen Pneumothorax. 1915 wurde er Arzt am Krankenhaus Hospital Sant Jaume in Olot. Wegen seiner steten Bemühungen um sozialen Ausgleich wurde er als Mitglied in die Junta Directiva del Collegi de Metges de Girona (Ärztekammer von Girona) entsandt. 1931 wurde er städtischer Inspektor für Gesundheit. Während des Bürgerkrieges leitete er die Chirurgie im Hospital Sant Jaume in Olot. 1939, zu Ende des Krieges ging Danés ins Exil nach Frankreich. Im Dezember 1940 kehrte er nach Olot zurück, wurde denunziert und daraufhin von Franco-Anhängern bis 1942 in Girona festgesetzt. In dieser Haft verfasste er eine breit angelegte Geschichte der Stadt Olot in katalanischer Sprache. Bei seiner Haftentlassung im Jahr 1942 wurde Danés lebenslang jede Tätigkeit als Mediziner strikt untersagt. Fünf Jahre später wurde diese Bestimmung auf Intervention des Präsidenten der Ärztekammer von Girona Dr. Sambol i Casanovas zurückgenommen. Danés arbeitete bis zu seiner Pensionierung im Jahr 1958 noch als Chirurg. Er konnte allerdings keines seiner früheren medizinischen Leitungsämter wieder erlangen.
Von der Història d’Olot wurden zunächst nur Teile zur ältesten und alten Geschichte Olots in spanischer Sprache veröffentlicht. Von 1977 bis 2001 gab die Stadt Olot posthum dieses Werk in original katalanischer Sprache 31-bändig heraus. Danés arbeitete als Geschichts- und Heimatforscher intensiv mit der Presse zusammen, in der er zahlreiche Artikel über die Geschichte der Stadt Olot veröffentlichte. Ab 1937 publizierte er die Pretèrits olotins (Vergangene Begebenheiten von Olot). 1955 veröffentlichte er das Llibre d’Olot (Buch von Olot), das die verstreuten Pretèrits olotins an einer einzigen Stelle wieder zugänglich machte. Sein bedeutendstes Werk blieb die 31-bändige Geschichte der Stadt Olot. Seine letzten Lebensjahre widmete er voll der Leitung des Museums, der Bibliothek und des Archivs der Stadt Olot.